# Penggage
Penggage is een bestuurslaag in het regentschap Musi Banyuasin van de provincie Zuid-Sumatra, Indonesië. Penggage telt 2084 inwoners (volkstelling 2010).